# Sidnei
Pour les articles ayant des titres homophones, voir Sidney et Sydney (homonymie).
Sidnei Rechel da Silva Junior, dit Sidnei, né le 23 août 1989 à Alegrete, est un footballeur brésilien évoluant au poste de défenseur central.

## Biographie
En août 2018, Sidnei rejoint le Real Betis. Fin août 2021, il rompt son contrat d'un commun accord avec le club.
Le 5 janvier 2022, Sidnei signe au Cruzeiro, club évoluant en Série B. Officiellement annoncé le 13 décembre 2021, il se voit pourtant notifié une dizaine de jours plus tard que son salaire ne peut pas être pris en charge après le rachat du club par Ronaldo – qui veut éponger la dette dont il a hérité – et le transfert est suspendu. Le joueur envisage une action en justice mais les deux parties trouvent finalement un accord quelques heures avant l'annonce définitive de sa signature,.

## Palmarès
- SC Internacional
  - Recopa Sudamericana : 2007
- Benfica
  - Champion du Portugal : 2010
  - Vainqueur de la Coupe de la Ligue : 2009, 2010 et 2011